# Списък на сътрудници на Управлението за държавна сигурност (Северна Македония)
Това е списък на известни личности в Северна Македония — политици, журналисти и други обществени дейци, за които е установено, че са били сътрудници на Управлението за държавна сигурност, по реда на Закона за определяне допълнително условие за извършване на обществена дейност. В съответствие с него е създадена Комисия за проверка на фактите, която обявява данните за принадлежност на висши държавни постове при предпоставките, изброени в закона.
Характерът на обявяването е лустрационен. Първоначално, на 3 август 2012 година, са обявени 11 сътрудници на тайните служби, а на 5 август други 12 души.
По данни на сайта www.libertas.mk близо половин милион граждани на Република Северна Македония са били сътрудници на Управлението за държавна сигурност. Според Трендафил Ивановски процесът на лустрация е силно политизиран и се върши със закъснение. Според Павле Траянов голяма част от архивите на тайните служби са унищожени веднъж през 50-те години на XX век, втори път преди парламентарните избори от 1990 година и трети път след обявяването на независимостта на Република Македония през 1991 година.

## Списък
| Име                  | Занятие                                                           | Псевдоним       | Период      | Решение                                                      |
| -------------------- | ----------------------------------------------------------------- | --------------- | ----------- | ------------------------------------------------------------ |
| Бранко Цветков       | общински съветник в Куманово                                      | Велешки студент | 1965 - ?    | Архив на оригинала от 2012-09-07 в Wayback Machine.          |
| Бранко Темов         | член на управителен съвет                                         | ?               | ?           |                                                              |
| Вангел Гагачев       | съдия от Върховния съд                                            | Гоце            | 1957 - 1982 | Архив на оригинала от 2016-03-15 в Wayback Machine.          |
| Васил Костойчиновски | бивш секретар на Службата за държавна сигурност                   |                 | 1975 - 1976 | Архив на оригинала от 2016-03-16 в Wayback Machine.          |
| Васил Тоциновски     | сътрудник на Института за фолклор                                 | „Гогол“         | ?           | Архив на оригинала от 2016-03-16 в Wayback Machine.          |
| Владимир Милчин      | режисьор, декан                                                   | Драматург       | 1976 - 1987 | Архив на оригинала от 2016-03-16 в Wayback Machine.          |
| Георги Пърцуловски   | началник на община Ресен                                          | ?               | ?           |                                                              |
| Гюнер Исмаил         | бивш министър                                                     | ?               | 1982 - 1986 | Архив на оригинала от 2016-03-15 в Wayback Machine.          |
| Добри Величковски    | секретар на Службата за държавна сигурност                        | ?               | ?           | необявен, защото е вече покойник                             |
| Драги Билески        | съдия в Основния съд в Кичево                                     | ?               | 1972 - 2010 | Архив на оригинала от 2016-03-15 в Wayback Machine.          |
| Еюп Хатеми Адеми     | държавен секретар                                                 | ?               | ?           | Без обявени документи съгласно чл. 36 от лустрационния закон |
| Зоран Йовановски     | общински съветник в Росоман                                       | Референт        | 2000 - 2006 | Архив на оригинала от 2016-03-16 в Wayback Machine.          |
| Иван Бабановски      | началник на сектор в СДБ                                          | ?               | ?           | Архив на оригинала от 2016-03-16 в Wayback Machine.          |
| Исак Айрули          | общински съветник в Боговине                                      | Зенит           | 1976 - 1984 | Архив на оригинала от 2016-03-16 в Wayback Machine.          |
| Йорданчо Чевревски   | член на съвета на МРТ                                             | Танц            | 1987 - 1995 | Архив на оригинала от 2016-03-16 в Wayback Machine.          |
| Кирил Псалтиров      | общински съветник в Гази Баба                                     | Студент         | 1963        | Архив на оригинала от 2016-03-15 в Wayback Machine.          |
| Киро Дойчиновски     | депутат                                                           | ?               | ?           |                                                              |
| Киро Янчев           | директор                                                          | ?               | ?           |                                                              |
| Коста Балабанов      | член на съвета на Музея на Македония                              | Мариян          | 1949 - 1966 | Архив на оригинала от 2016-03-16 в Wayback Machine.          |
| Махи Несими          | посланик                                                          | Шар             | 1984 - 1988 | Архив на оригинала от 2016-03-15 в Wayback Machine.          |
| Миленко Габер        | директор на служба по заетостта в Берово                          | ?               | ?           |                                                              |
| Милован Стефановски  | Член на Съвета за радиотелевизия                                  | Превер          | 1982 - 1990 | Архив на оригинала от 2016-03-15 в Wayback Machine.          |
| Михаил Андреев       | директор                                                          | ?               | ?           |                                                              |
| Мирко Буневски       | републикански секретар (министър) на вътрешните работи            | ?               | 1975 - 1982 | Архив на оригинала от 2016-03-16 в Wayback Machine.          |
| Мустафа Спахию       | журналист                                                         | ?               | ?           |                                                              |
| Никола Гьончески     | бивш председател на община Струга                                 | Вихор           | 1968 - 1987 | Архив на оригинала от 2016-03-16 в Wayback Machine.          |
| Никола Темелковски   | директор на държавно предприятие                                  | ?               | 1983 - 1990 | Архив на оригинала от 2016-03-16 в Wayback Machine.          |
| Николче Бабовски     | депутат                                                           | Ветеринар       | 1998 - 2010 | Архив на оригинала от 2016-03-16 в Wayback Machine.          |
| Оломан Оломани       | директор                                                          | Данко           | 1990 - 1998 | [ неработеща препратка ]                                     |
| Паскал Гилевски      | директор на Националната библиотека в Скопие                      | Глигор          | 1964 - 1984 | Архив на оригинала от 2016-03-16 в Wayback Machine.          |
| Петко Стефановски    | заместник- министър                                               | ?               | ?           | Архив на оригинала от 2016-03-16 в Wayback Machine.          |
| Петре Наковски       | посланик                                                          | ?               | 1962 - 1990 | Архив на оригинала от 2016-03-15 в Wayback Machine.          |
| Петър Целакоски      | директор на битолския дом на културата                            | ?               | ?           |                                                              |
| Реджеп Златку        | лустриран по служебна длъжност                                    | ?               | ?           |                                                              |
| Сейфедин Харуни      | депутат                                                           | ?               | 1976 ?      | Архив на оригинала от 2016-03-16 в Wayback Machine.          |
| Слободан Богоевски   | подсекретар на МВР, ръководител на Службата за държавна сигурност | -               | 1993 - 1995 | , Архив на оригинала от 2016-03-16 в Wayback Machine.        |
| Слободан Угриновски  | общински съветник в Скопие                                        | Корбизие        | 1973 - 1983 | Архив на оригинала от 2016-03-16 в Wayback Machine.          |
| Стефан Биткоски      | член на управата на здравен дом                                   | „Петър“         | 1985 - 1995 |                                                              |
| Стоян Чамински       | секретар на СВР-СК                                                | ?               | ?           |                                                              |
| Трайко Батанджиовски | директор в Битолската болница                                     | „Виктор“        | ?           |                                                              |
| Траян Петровски      | бивш посланик                                                     | ?               | 1962 - 1980 | Архив на оригинала от 2016-03-15 в Wayback Machine.          |
| Трендафил Ивановски  | председател на Конституционния съд                                | ?               | ?           |                                                              |
| Фаредин Мифтари      | заместник-директор на Скопския затвор                             | Кореограф       | 1985 - 1991 | Архив на оригинала от 2016-03-16 в Wayback Machine.          |
| Хисни Шекири         | журналист                                                         | ?               | ?           |                                                              |
| Шабан Шеху           | съветник в правителството                                         | Мирче           | 1957 - 1966 | Архив на оригинала от 2016-03-15 в Wayback Machine.          |